# Antti Sivonen
Antti Johannes Sivonen  (* 14. September 1928 in Ilomantsi; † 22. Dezember 2013 in Tampere) war ein finnischer Skilangläufer.
Sivonen belegte im März 1953 bei den Lahti Ski Games den zweiten Platz im Lauf über 18 km. Bei den Olympischen Winterspielen 1956 in Cortina d’Ampezzo kam er auf den achten Platz über 50 km. Im selben Jahr errang er bei den Svenska Skidspelen den zweiten Platz über 30 km und den zweiten Platz mit der Staffel bei den finnischen Meisterschaften. Im folgenden Jahr lief er bei den Lahti Ski Games auf den dritten Platz über 50 km.